# Léon Boes

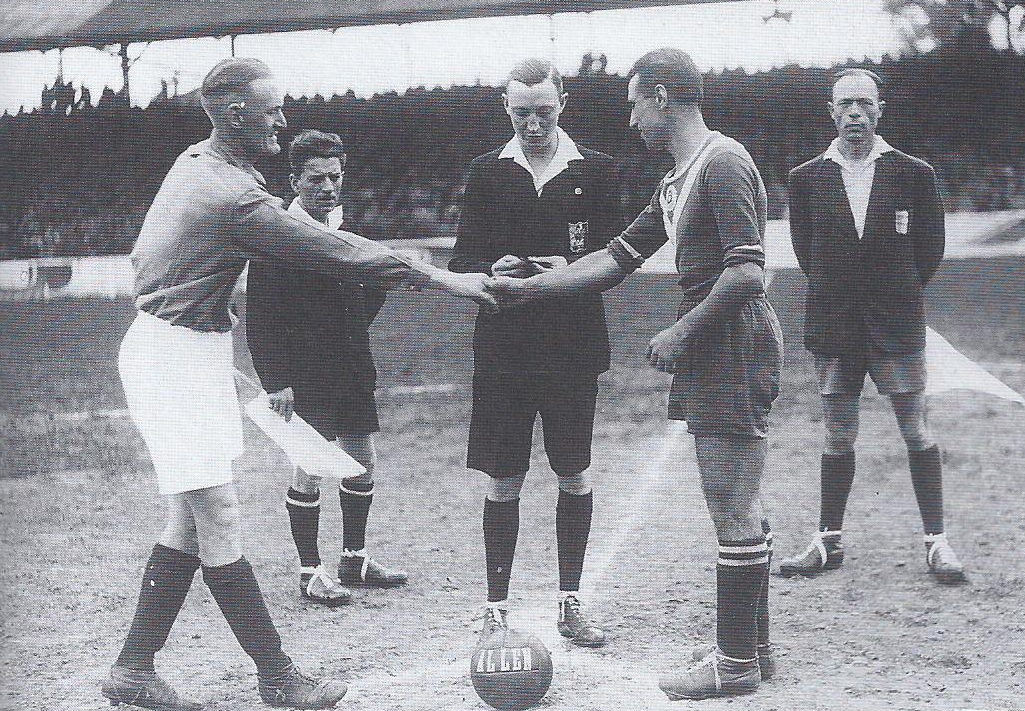
Boes (Mitte) vor dem Anpfiff des Pokalfinals 1941

Léon Boes war ein französischer Fußballschiedsrichter.

## Karriere
Boes begann im Verlauf der Saison 1936/37 mit der Leitung von Partien in der französischen ersten Liga; Während des Zweiten Weltkriegs blieb er im inoffiziellen Spielbetrieb der Liga als Schiedsrichter erhalten. Darüber hinaus wurde er mit der Leitung des nationalen Pokalendspiels 1941 beauftragt; sieben Jahre später pfiff er erneut das Finalspiel.
Neben seiner weiterhin laufenden Karriere auf nationaler Ebene debütierte er am 21. November 1948 als internationaler Schiedsrichter, als er bei einer Partie zwischen Luxemburg und der belgischen B-Nationalelf auf dem Platz stand. Eine Partie zwischen dem Saarland und einer B-Elf der Schweiz im Jahr 1950 war sein letzter von vier Einsätzen bei Länderspielen. Seine nationale Laufbahn beendete er mit der Saison 1952/53.